# G. P. Montelupo
El GP Montelupo es una antigua carrera ciclista italiana disputada de 1965 a 1984 en Montelupo Fiorentino en la Provincia de Florencia en Toscana.

## Palmarés
| Año  | Ganador                  | Segundo            | Tercero             |
| ---- | ------------------------ | ------------------ | ------------------- |
| 1965 | Michele Dancelli         | Franco Bitossi     | Roberto Poggiali    |
| 1966 | Franco Cribiori          | Dino Zandegù       | Italo Zilioli       |
| 1967 | Wladimiro Panizza        | Gianni Motta       | Giorgio Favaro      |
| 1968 | Ugo Colombo              | Alfio Poli         | Mario Di Toro       |
| 1969 | Franco Bitossi           | Davide Boifava     | Roberto Ballini     |
| 1970 | Giancarlo Polidori       | Felice Gimondi     | Romano Tumellero    |
| 1971 | Ottavio Crepaldi         | Roberto Poggiali   | Wilmo Francioni     |
| 1972 | Davide Boifava           | Wilmo Francioni    | Wladimiro Panizza   |
| 1973 | Italo Zilioli            | Franco Bitossi     | Wilmo Francioni     |
| 1974 | Marino Basso             | Roger De Vlaeminck | Francesco Moser     |
| 1975 | Roger De Vlaeminck       | Roland Salm        | Wilmo Francioni     |
| 1976 | Roger De Vlaeminck       | Pierino Gavazzi    | Enrico Paolini      |
| 1977 | Giovanni Battaglin       | Giuseppe Saronni   | Pierino Gavazzi     |
| 1978 | Carmelo Barone           | Ottavio Crepaldi   | Gaetano Baronchelli |
| 1979 | Leonardo Mazzantini      | Carmelo Barone     | Marino Amadori      |
| 1980 | Gianbattista Baronchelli | Valerio Lualdi     | Pierino Gavazzi     |
| 1981 | Pierino Gavazzi          | Roberto Ceruti     | Franco Conti        |
| 1982 | Palmiro Masciarelli      | Pierino Gavazzi    | Claudio Torelli     |
| 1983 | Ennio Salvador           | Moreno Argentin    | Michael Wilson      |
| 1984 | Ennio Salvador           | Rudy Pevenage      | Marino Amadori      |

## Palmarés por países
| País    | Victorias |
| ------- | --------- |
| Italia  | 18        |
| Bélgica | 2         |